# Nina Petrova
Nina Pavlovna Petrova (rus: Петрова, Нина Павловна; 27 de juliol de 1893 – 1 de maig de 1945) va ser una franctiradora soviètica durant la Guerra d'Hivern i la II Guerra Mundial, amb 122 morts confirmats, convertint-la en una de les franctiradores de més èxit de la història. Pòstumament va rebre l'orde de Glòria de 1a classe el 29 de juny de 1945, sent una de les quatre dones que van ser condecorades amb les tres classes de l'orde.

## Biografia
Petrova va néixer el 1893 a Lomonsov, en el si d'una família russa. El seu pare era un oficial de la marina russa, però va morir poc després que la família es traslladés a Sant Petersburg. La seva mare va haver de criar cinc fills sola, de manera que després de completar l'escola secundària Nina començà a una escola de comerç. Tres anys després la família es traslladà a Vladivostok, on Nina treballà com a comptable durant el dia i estudià de nit. Posteriorment es traslladà a Revel i trobà feina a unes drassanes. Durant la revolució de 1917 va residir a Lodeynoye Pole, a l'oblast de Sant Petersburg, però es traslladà a Leningrad el 1927. Allà treballà com a professora i practicà diversos esports. Entre 1934 i 1935 va capitanejar l'equip femení de hockey gel del districte militar de Leningrad. Després de millorar la seva habilitat disparant, ingressà a una escola de franctirador i esdevingué instructora certificada de tir.

### Carrera militar
Petrova lluità a la guerra contra Finlàndia, abans de presentar-se voluntària al servei a la guerra contra Alemana. Inicialment serví a la 4a Divisió a la Milícia del Poble de Leningrad, abans d'ingressar a un batalló mèdic, tot i que ja era massa gran com per a ser reclutada. El novembre de 1941 va ser traslladada per combatre com a franctiradora al 1r batalló d'infanteria del 284è regiment d'infanteria de la 86a divisió de fusellers Tartu, on ascendí a l'escalafó fins al rang de Starxinà (sergent major). Durant la batalla de Leningrad entrenà altres soldats de l'Exèrcit Roig com a franctiradors, a més de participar en combat.
El 16 de gener de 1944, al poblet de Zarudiny (oblast de Leningrad) va abatre un oficial de comunicacions enemic i un altre soldat. La seva posició va ser descoberta i aconseguí retirar-se a una posició diferent, matant tres soldats més abans de tornar a ser descoberta. Entre gener i març de 1944 va liquidar 23 soldats més, sent condecorada amb l'orde de Glòria de 3a classe el 2 de març de 1944 per les seves accions a Leningrad. Per les seves accions va ser condecorada amb la medalla pel Servei de Combat i la medalla de la defensa de Leningrad.
A inicis d'agost de 1944, mentre lluitava al 3r Front del Bàltic va combatre en una batalla prop de l'estació de tren de Lepassaare, a Estònia. Durant aquests combats matà 12 enemics més, rebent l'orde de Glòria de 2a classe.
Mentre lluitava al 2n Front de Belarús a la batalla per controlar Elbing el febrer de 1945 donà cobertura a la seva unitat mentre que era atacada amb foc de franctirador, matant 32 soldats enemics en aquell combat i assolint la marca de 100 morts amb les seves victòries a Leningrad, Lepassaare i d'altres combats. Per les seves accions a Elbing va ser proposada per rebre l'orde de Glòria de 1a classe, però no va viure prou per rebre-la. Va morir en acció l'1 de maig de 1945, pocs dies abans del final de la guerra, quan va caure víctima del foc de morter.
Durant la seva carrera entrenà 512 franctiradors, matà 122 soldats enemics i capturà 3 presoners.